# SEPT5
SEPT5 (англ. Septin 5) – білок, який кодується однойменним геном, розташованим у людей на короткому плечі 22-ї хромосоми. Довжина поліпептидного ланцюга білка становить 369 амінокислот, а молекулярна маса — 42 777.
| 10         |  | 20         |  | 30         |  | 40         |  | 50         |
| ---------- |  | ---------- |  | ---------- |  | ---------- |  | ---------- |
| MSTGLRYKSK |  | LATPEDKQDI |  | DKQYVGFATL |  | PNQVHRKSVK |  | KGFDFTLMVA |
| GESGLGKSTL |  | VHSLFLTDLY |  | KDRKLLSAEE |  | RISQTVEILK |  | HTVDIEEKGV |
| KLKLTIVDTP |  | GFGDAVNNTE |  | CWKPITDYVD |  | QQFEQYFRDE |  | SGLNRKNIQD |
| NRVHCCLYFI |  | SPFGHGLRPV |  | DVGFMKALHE |  | KVNIVPLIAK |  | ADCLVPSEIR |
| KLKERIREEI |  | DKFGIHVYQF |  | PECDSDEDED |  | FKQQDRELKE |  | SAPFAVIGSN |
| TVVEAKGQRV |  | RGRLYPWGIV |  | EVENQAHCDF |  | VKLRNMLIRT |  | HMHDLKDVTC |
| DVHYENYRAH |  | CIQQMTSKLT |  | QDSRMESPIP |  | ILPLPTPDAE |  | TEKLIRMKDE |
| ELRRMQEMLQ |  | RMKQQMQDQ  |  |            |  |            |  |            |

A: Аланін

C: Цистеїн

D: Аспарагінова кислота

E: Глутамінова кислота

F: Фенілаланін

G: Гліцин

H: Гістидин

I: Ізолейцин

K: Лізин

L: Лейцин

M: Метіонін

N: Аспарагін

P: Пролін

Q: Глутамін

R: Аргінін

S: Серин

T: Треонін

V: Валін

W: Триптофан

Кодований геном білок за функцією належить до фосфопротеїнів. 
Задіяний у таких біологічних процесах, як клітинний цикл, поділ клітини, альтернативний сплайсинг. 
Білок має сайт для зв'язування з нуклеотидами, ГТФ. 
Локалізований у цитоплазмі, цитоскелеті.